# Hladké Životice
Hladké Životice (německy Seitendorff) jsou obec, která se nachází v okrese Nový Jičín v Moravskoslezském kraji. Žije zde přibližně 1 000 obyvatel.

## Historie
První písemná zmínka o obci pochází z roku 1324. V 17. století stával v Hladkých Životicích kostelík, ve kterém kázal Jan Amos Komenský. Tento biskup Jednoty bratrské vydal v roce 1671 ve svém vyhnanství v Amsterdamu bratrský Katechismus (německy). V předmluvě tuto knihu věnoval osmi obcím svého opuštěného sboru. Jednalo se o tato (v němčině abecedně řazená) místa: Fulnek, Hladké Životice, Jestřabí, Kerhartice, Kletné, Kujavy, Stachovice, Suchdol nad Odrou. V dobách rekatolizace byl opuštěný kostelík zbořen poté, co si katolíci postavili klášter.
Potomky zdejší skyté církve navštěvoval Kristián David; v Životicích se dne 23. října 1723 zúčastnil svatby Anny Neisser a Tomáše Prokopa. Některé životopisy členů Neisserovy rodiny se ve vyhnanství zachovaly. Z obce uprchlo prokazatelně 18 exulantů do Horní Lužice Tito exulanti spoluzakládali (nejen) Herrnhut, středisko nové Moravské církve.

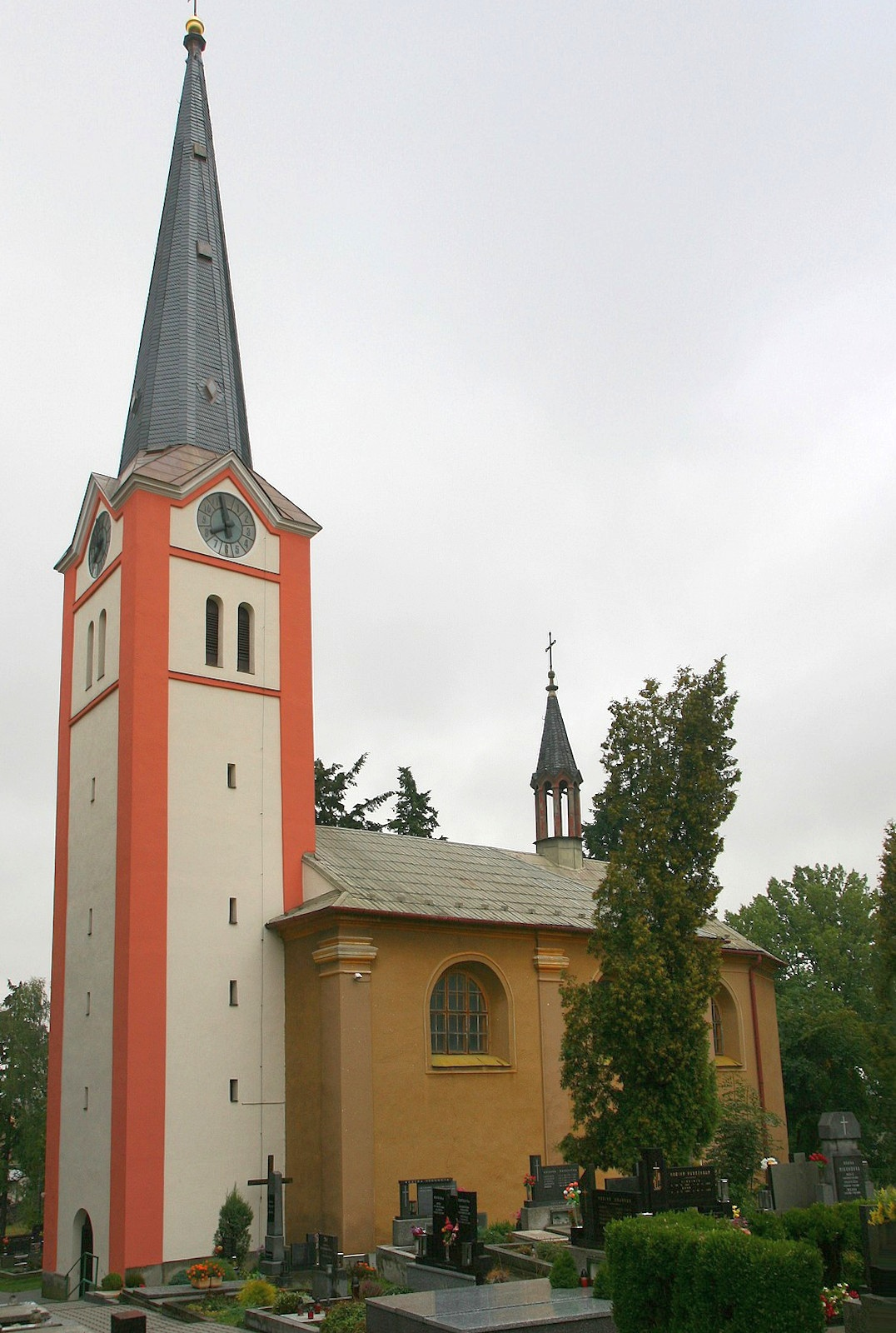
Kostel svatého Mikuláše

## Doprava
Obcí prochází dvě železniční tratě. Na místní trati Suchdol nad Odrou – Fulnek se nachází železniční zastávka Hladké Životice místní nádraží. Na druhé důležitější trati Přerov–Bohumín leží zastávka Hladké Životice. Ta byla až do konce devadesátých let stanicí, ale při modernizaci tratě z Přerova do Bohumína se rozhodlo, že životické nádraží bude kvůli malému významu uzavřeno a pro cestující byla zřízena zastávka s novým podchodem. Ještě v roce 2014 zde byla kvalitní vlaková obslužnost. Kvůli projektu dráhy na mošnovské letiště[zdroj?] se však zdejší provoz vlaků s novým jízdním řádem výrazně zredukoval, 60 % vlaků z Přerova do Bohumína a zpět končilo nebo bylo výchozích v Suchdole nad Odrou. Několik vlaků bylo také zrušeno. Úsek Suchdol nad Odrou – Studénka se tak stal úsekem, kde vlaky jezdí pouze v ranní, odpolední a večerní špičce, a to ještě 45 % vlaků jede jen v pracovní dny. O víkendu se tak obyvatelé dostanou do Ostravy nebo do Přerova pouze čtyřmi vlaky v každém směru.[zdroj?]
V roce 2015 se situace zlepšila. Byla zavedena linka S3 v trase Ostrava hl. n. – Suchdol nad Odrou, na kterou jsou nasazovány zejména moderní dvouvozové jednotky RegioPanter, u kterých je nově zavedeno zastavování na znamení. Ve špičkách jezdí i klasická souprava nebo elektrická jednotka 460.[zdroj?]
Nyní[kdy?] jede směr Ostrava v pracovní dny 10 spojů a směr Suchdol nad Odrou 11 spojů, o víkendu je nabídka nepatrně nižší.
Územím obce prochází dálnice D1 s exitem 330, na kterém se kříží se silnicí I/57 v úseku Opava – Nový Jičín.
Silnice III. třídy na území obce jsou:
- III/04736 Hladké Životice – Suchdol nad Odrou
- III/04739 (stará silnice I/57) Stachovice – Hladké Životice
- III/46420 Pustějov – Nový Rybník – I/57
- III/46424 Kujavy – silnice III/46420
- III/46425 Hladké Životice – D1 – Kujavy
- III/46426 průtah obcí

## Pamětihodnosti
- Kostel svatého Mikuláše
- Železniční stanice
- Přírodní rezervace Bartošovický luh

## Obyvatelstvo

Věková struktura obyvatel obce Hladké Životice roku 2011
Rodinný stav obyvatel obce Hladké Životice roku 2011
Vzdělání obyvatel obce Hladké Životice roku 2011